# Jamnický potok
Jamnický potok je potok na horním Liptově, na území okresu Liptovský Mikuláš. Je to pravostranný přítok Račkové v Západních Tatrách, měří 7 km a je tokem V. řádu. Je typickým tatranským vodním tokem bystřinného charakteru, vytváří četné ostrůvky a v období zvýšeného průtoku vody často mění své koryto.

## Pramen
Vytéká z Jamnických ples, z horního (1834 m) přes dolní pleso (1728 m), situovaných pod Jamnickým sedlem (1908 m).

## Popis toku
Na horním toku teče na jih, vytváří Jamnickou dolinu, postupně přibírá četné přítoky, zleva od Jakubiné (2193,7 m) a ze skupiny Otrhanců i zprava od Žiarského sedla (1917,1 m) a ze skupiny Baranca (2184,6 m). Postupně se stáčí a na dolním toku teče směrem na jihojihovýchod. Do Račkové ústí severně od obce Pribylina v nadmořské výšce přibližně 955 m.